# An allem ist Hütchen schuld!

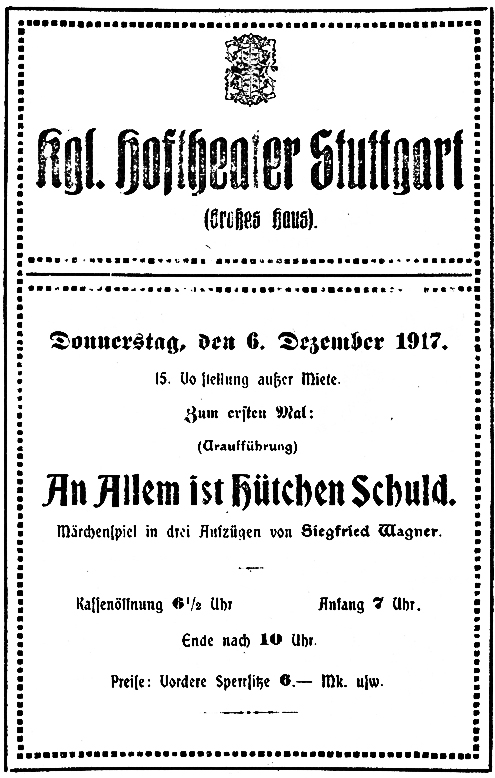
Ankündigung der Uraufführung, Stuttgart 1917

An allem ist Hütchen schuld! ist eine Oper (Originalbezeichnung: „Märchenspiel“) in drei Aufzügen von Siegfried Wagner (Musik) mit einem eigenen Libretto. Es trägt die Opusnummer 11 und wurde am 6. Dezember 1917 am Königlichen Hoftheater Stuttgart uraufgeführt.

## Handlung
Die Oper ist ein Konglomerat von ungefähr vierzig Märchen der Brüder Grimm und anderer Sammler. Die Rahmenhandlung basiert auf den Hauptfiguren aus Der Frieder und das Katherlieschen. Frieder und Katherlies’chen lieben sich, aber Frieders Mutter bestimmt, dass Frieder die reiche Trude heiraten soll. Sie müssen sich trennen, sofern sie nicht eine Reihe von Aufgaben erfüllen. Jeder für sich erlebt eine Reihe von Phantasie-Abenteuern in einer Traumwelt. Im dritten Akt verschmelzen Traumwelt und Realität, und die beiden finden zusammen. Im Verlauf der Handlung verursacht der für die anderen unsichtbare Kobold Hütchen eine Reihe von Wirrungen, bis er zum Schluss enttarnt wird.

### Erster Akt
1. Szene. In einem Zimmer in Frieders Haus schiebt Katherlies’chen einen großen Käse zum Garten, um ihn den Hügel hinabrollen zu lassen. Er soll die anderen Käselaiber zurückholen, die zuvor heruntergerollt sind – aber dies funktioniert nicht. Frieder kommt hinzu. Die beiden beschließen zu heiraten.
2. Szene. Frieders Mutter kommt vom Garten und schimpft mit Katherlies’chen, die die Stücke wieder hinaufwälzen muss. Sie kündigt den Besuch der reichen Trude an, die sie als Frieders Braut vorgesehen hat. Frieder macht eine „Stiefelprobe“, indem er Wasser in einen Stiefel gießt. Wenn es hinausläuft, spart er den teuren Hochzeitsschmaus. Es fließt hindurch.
3. Szene. Eine Kutsche fährt vor, und Trude steigt aus. Frieder verhält sich sehr abweisend zu ihr. Trude glaubt, sie werde ihn schon zähmen. Die Mutter und Frieder gehen.
4. Szene. Katherlies’chen verspottet Trude und nennt sie „schiech“. Sie entfernt sich lachend.
5. Szene. Trude betrachtet sich im Spiegel. Sie findet sich zwar nicht schön, aber gescheit. Ein Hexenweib erscheint und verrät ihr, wie sie Frieder durch Hexerei für sich gewinnen kann: Sie benötigt ein Gebräu aus Beifuß, Rauten und Kröten, ein goldenes Ei des singenden springenden Löweneckerchens und drei goldene Haare vom Teufel und muss dann allerlei Rituale durchführen.
6. Szene. Katherlies’chen kommt mit Geschirr beladen herein. Hütchen kitzelt sie mit einer Pfauenfeder an der Nase und verschwindet wieder. Sie lässt das Geschirr fallen. Dann entdeckt sie Trudes Tasche und Spiegel. Die Versuchung ist groß, aber sie versucht, brav zu bleiben, legt die Tasche wieder hin und bückt sich, um die Scherben aufzuheben. Hütchen erscheint wieder, steckt Trudes Beutel in ihre Tasche und entschwindet. Trude kehrt zurück. Sie vermisst ihren Beutel und ruft um Hilfe. Die Mutter kommt mit einigen Nachbarn. Der Beutel wird in Katherlies’chens Tasche gefunden und diese eingesperrt.
7. Szene. Katherlies’chen versteht nicht, was geschehen ist. Verzweifelt will sie sich umbringen und Gift nehmen. Hütchen vertauscht unbemerkt den Gifttopf mit Honig, während sie ihr Testament auf eine Schiefertafel schreibt. Sie isst das unerwartet wohlschmeckende „Gift“ und legt sich zum Sterben auf den Fußboden.
8. Szene. Frieder dringt mit einer Axt ein, um Katherlies’chen zu befreien. Er erklärt ihr, dass sie nicht Gift, sondern Honig genommen hat.
9. Szene. Frieders Mutter, Trude, der Richter und Nachbarn treten ein und vereiteln die Flucht. Trude verspricht, ihnen zu vergeben, wenn Katherlies’chen ihr das singende springende Löweneckerchen mit dem goldenen Ei bringt und Frieder drei goldene Haare des Teufels herbeischafft. Wenn er dann auch noch drei vorbereitete Rätsel löst, will sie ihn freigeben. Die Mutter und der Dorfrichter lassen sie schwören, dass sie fortan nichts miteinander zu tun haben und nie an Ehe denken werden: „Wir meiden uns, wir scheiden! Wir können uns gar nicht leiden!“ Hütchen reibt sich unter dem Tisch vergnügt die Hände. Frieder und Katherlies’chen verabschieden sich voneinander. Der Chor bedauert sie.

### Zweiter Akt
Der zweite Akt handelt von den Abenteuern Frieders und Katherlies’chens. Die Szenen sind hier im Gegensatz zu denen der anderen beiden Akte als „Bilder“ bezeichnet und mit Titeln versehen.
1. Bild. Himmelsprospekt. Im Himmel fragt Katherlies’chen nacheinander Stern, Mond und Sonne, wo sie das Löweneckerchen finden kann. Die Sonne verweist sie an den Menschenfresser. Frieder fragt seinerseits Mond, Stern und Sonne nach demjenigen, der drei schwere Fragen löst. Die Sonne schickt ihn zum Teufel.
2. Bild. Das Katherlies’chen und der Tod. Im Wald vor einem Felsgebirge begegnet Katherlies’chen dem Tod, der in Siegfried Wagners Oper Banadietrich verprügelt wurde und im Graben liegt. Sie hilft ihm auf und erhält als Dank eine Salbe, mit der sie Kranke heilen kann, sofern sie ihn nicht bereits an deren Lager stehen sieht.
3. Bild. Das Reich des Todes. Der Tod gibt ein Zeichen, worauf sich der Berg öffnet und das Totenreich sichtbar wird. Dort liegt ein kranker Königssohn, dessen Lebenslicht am Verblassen ist. Gegen den Wunsch des Todes gibt Katherlies’chen ihm Licht aus ihrer Laterne und verlängert so sein Leben.
4. Bild. Das Katherlies’chen und der Königssohn. Die Szene verwandelt sich wieder in den Wald. Es ist Tag. Der immer noch sterbenskranke Königssohn wird auf einer Bahre herbeigetragen. Sie bestreicht ihn mit der Salbe. Als sie jedoch den Tod am unteren Ende der Bahre stehen sieht, dreht sie die Bahre und fordert die Träger auf, mit Stöcken an die Stelle zu schlagen, an der sie ihn sieht. Er verschwindet. Der geheilte Königssohn bietet ihr die Ehe an, aber Katherlies’chen liebt weiterhin Frieder. Sie verabschieden sich.
5. Bild. Der Frieder in der Hölle. Szenenwechsel. In der Hölle trifft Frieder auf des Teufels Ellermutter, die in einem Sessel die Wäsche ihres Enkels flickt. Frieder bittet sie um Hilfe, die sie ihm gern gewährt. Er zeigt ihr den Zettel mit den drei Fragen. Als der Teufel hereingepoltert kommt und brüllend nach Essen verlangt, versteckt Frieder sich. Die Ellermutter fordert den Teufel auf, den Kopf in ihren Schoß zu legen und sich auszuruhen. Sie reißt ihm nacheinander drei goldene Haare aus und stellt ihm jeweils eine der drei Fragen, die sie als zu deutende Träume ausgibt. Der Teufel kennt alle Antworten und schläft endlich sein. Frieder kommt aus seinem Versteck und schreibt sich die Antworten auf. Bevor er sich entfernen kenn, wacht der Teufel jedoch auf und will ihn von seinen Hilfsteufeln in einen Kessel werfen lassen. Es gelingt Frieder, sie mit seiner Flöte zum Tanzen und schließlich zur Flucht zu zwingen. Nur der Oberteufel bleibt zurück. Er verspricht, Frieder nichts zu tun, wenn er ihn das Flötenspiel lehrt. Frieder erklärt sich einverstanden, greift aber zu einer List: Unter dem Vorwand, seine Krallen kürzen zu wollen, lässt er den Teufel seine Hand in den Schraubstock legen. Der Teufel ist gefangen. Als Gegenleistung für seine Freilassung verlangt Frieder das „Tischlein, deck Dich“, den „Goldesel Bricklebrit“ und den „Knüppel aus dem Sack“ sowie freien Abzug.
6. Bild. Waldbegegnung. Frieder liegt tagsüber schlafend im Wald. Katherlies’chen findet ihn und spricht ihn an. Hütchen träufelt ihm Saft auf die Stirn und verschwindet wieder. Als Frieder erwacht, erkennt er Katherlies’chen nicht. Sie geht traurig fort. Hütchen kommt zurück und träufelt ihm einen anderen Saft auf die Stirn, so dass Frieder sich wieder erinnert. Hütchen spielt mit ihm, indem es Katherlies’chens Stimme von verschiedenen Seiten nachahmt.
7. Bild. Die Müllerin und der Sakristan / Der Rabe als Weissager. Während eines nächtlichen Unwetters sucht Katherlies’chen Schutz in einer Mühle. Sie hat einen Raben dabei, den sie gesund pflegen will. Die Müllerin erwartet unterdessen ihren Geliebten, den Sakristan. Sie glaubt, das dumme Katherlies’chen werde nichts merken, und schickt sie in eine Ecke schlafen. Der Sakristan tritt ein und umarmt die Müllerin, während Katherlies’chen so tut, als schliefe sie. Müllerin und Sakristan setzen sich zum Essen an den Tisch. Da bemerken sie, wie der Müller unerwartet zurückkehrt. Schnell werden Wein, Braten und Kuchen versteckt, und der Sakristan verbirgt sich in einem Schrank. Der Müller tritt ein. Katherlies’chen kommt aus ihrer Ecke hervor. Sie behauptet, ihr Rabe könne wahrsagen, und verrät, indem sie scheinbar dessen Krächzen übersetzt, dem Müller nach und nach die Verstecke der Lebensmittel. Für den letzten Spruch verlangt sie Geld und erklärt dann, dass sich im Schrank der leibhaftige Teufel befinde. Sie öffnet den Schrank selbst. Der Sakristan hatte genug Zeit, sich vorzubereiten und stürzt, den Kopf mit seinem schwarzen Rock verhüllt, heraus, während der Müller kaum hinzusehen wagt. Katherlies’chen hat bewiesen, dass sie nicht dumm ist.
8. Bild. Die diebischen Wirtsleute. Frieder übernachtet in einem Wirtshaus. Er nutzt sein Tischlein für eine Mahlzeit und lässt sich vom Goldesel den Beutel füllen, bevor er sich zur Ruhe legt. Die Wirtsleute haben ihn beobachtet und schnitzen Kopien des Tisches und des Esels, die sie dann mit seinen Gegenständen vertauschen – wobei sie wiederum von Frieder beobachtet werden. Da sie die Zauberworte nicht kennen, können sie die Gegenstände nicht richtig nutzen. Frieder tritt ein und erklärt ihnen das Geheimnis, aber auch das dritte Wunder: „Knüppel aus dem Sack“ – worauf ein unsichtbarer Knüppel die Diebe verprügelt. Schließlich nutzt er auch seine Flöte, um sie zum Veitstanz zu zwingen.
9. Bild. Das singende springende Löweneckerchen. Es ist Tag. Im Wald findet Katherlies’chen in einem Käfig bei einem Haus das Löweneckerchen mit den goldenen Eiern. Der Menschenfresser kommt aus dem Haus, um sie zu fressen. Katherlies’chen kann ihn überlisten, so dass er sich in seiner eigenen Schlinge verfängt. Als Gegenleistung für seine Freilassung erhält sie den Vogel, der aber davonfliegt, als Hütchen die Käfigtür öffnet. Frieder kommt hinzu. Aber diesmal will sie ihn nicht erkennen. Er entfernt sich langsam. Eine Kröte kriecht auf Katherlies’chen zu und hinterlässt eine Nuss mit der Aufschrift „Brich mich auf, wenn Not Dir naht!“

### Dritter Akt
1. Szene. Zu Hause erwartet die Mutter Frieders Rückkehr für seine Hochzeit mit Trude. Das Haus ist festlich geschmückt. Als sie die Kutsche kommen hört, ruft sie Mägde und Nachbarn zusammen. Frieder steigt prächtig gekleidet aus der Kutsche, lässt Tisch, Esel und Sack vortragen und zeigt die drei goldenen Haare des Teufels und das Blatt mit den Antworten. Als ein Schrei zu hören ist, drehen sich alle nach hinten. Unterdessen tauscht Hütchen mit einigen anderen Kobolden die Gegenstände durch Imitationen aus. Frieders Vorführung scheitert kläglich. Trude ist siegesbewusst. Nun bleibt ihm nichts anderes übrig, als sie zu heiraten.
2. Szene. Katherlies’chen erscheint als Sternenkind verkleidet. Das Kleid hat sie in der Nuss der Kröte gefunden – was im Libretto nicht explizit erwähnt wird. Trude beneidet sie um ihr Kleid und bietet viel Geld dafür. Katherlies’chen verlangt stattdessen eine Nacht in Frieders Gemach. Trude stimmt zu – verabreicht Frieder aber einen Trank, damit er nicht erwacht.
3. Szene. Frieder wirft sich unruhig auf das Lager. Er fragt sich, was schiefgegangen sein könnte, und schläft schließlich ein. Katherlies’chen betritt den Raum, kann ihn aber nicht wecken. Hütchen schleicht hinein und kitzelt Frieder mit einer Pfauenfeder an der Nase. Frieder erwacht halb. Erst als Hütchen ihm Wasser über den Kopf schüttet, fährt er auf. Katherlies’chen steht im Sternenkleid vor ihm. Sie beschließen zu fliehen.
4. Szene. Trude versucht, Frieder und Katherlies’chen mit einer Zaubergerte zu verhexen. Frieder erstarrt und erblindet, aber bei dem Sonntagskind Katherlies’chen wirkt Trudes Kunst nicht. Sie holt die Flöte aus Frieders Tasche und zwingt Trude zum Tanz. Dabei fallen Kröten und Mäuse aus ihrem Mund. Im Hintergrund tanzen Hexen um ein Feuer. Sie kommen angerannt und reißen Trude mit sich fort. Als Katherlies’chen die Flöte absetzt, verschwindet der Zauber, aber auch von Trude ist nichts mehr zu sehen. Katherlies’chen heilt Frieder mit der Salbe und weint Tränen über seine Augen, wodurch er seine Sehkraft zurückgewinnt.
5. Szene. Das Hochzeitsfest beginnt mit einem wüsten Tanz, bei dem Hütchen und andere Kobolde ein großes Durcheinander erzeugen und alle zum Streit reizen. Es kommt zur Schlägerei. Hütchen jubelt. Jacob Grimm eilt mit Gebärden der Verzweiflung herein, gefolgt von Siegfried Wagner. Hütchen freut sich, neue Opfer gefunden haben, und auch diese beiden zanken miteinander und entfernen sich. Die Märchenfrau (Dorothea Viehmann) tritt zwischen die Streitenden und offenbart: „An allem ist Hütchen Schuld!“ Man könne den unsichtbaren Kobold mit einem Napf anlocken und dann mit Besen nach ihm schlagen, bis ihm seine Kappe vom Kopf fliegt. Dann werde er sichtbar werden. So geschieht es. Hütchen wird erwischt, und Katherlies’chen sagt ihm gehörig die Meinung. Jetzt ist klar, wer all die Fehlschläge verursacht hat. Die Nachbarn verlangen wütend seinen Tod, aber Katherlies’chen zeigt Mitleid und lässt ihn entkommen. Als sich die Nachbarn nun gegen Katherlies’chen wenden, stürzt das Haus ein und begräbt alle bis auf Frieder und Katherlies’chen unter den Trümmern.
6. Szene. Bei Sonnenaufgang erscheinen noch einmal Tod und Teufel auf der Suche nach Beute. Frieder braucht aber nur seinen Sack mit dem Knüppel zu zeigen, um sie in die Flucht zu schlagen. Katherlies’chen bestreicht die Verschütteten mit ihrer Salbe und erweckt sie so zu neuem Leben. Alle loben sie für ihre Klugheit und schwören ihr und dem noch einmal erschienenen Hütchen, von nun an gut zu sein. Während des Schlusschores senken sich Blumenranken herab und bilden eine Laube um das Liebespaar.

## Gestaltung

### Musik
Der Musikstil basiert auf der italienischen und französischen Oper, aber auch auf den Orchesterwerken von Franz Liszt. Die Musik steht zwischen der Nachromantik und dem Impressionismus und ist leicht verständlich. Das Koboldmotiv ist durch eine scharf ausgeprägte, schwirrende Linie und durch verminderte Dreiklänge gekennzeichnet. Formal ordnet sich die Musik der Handlung unter. Die geschlossenen Formen werden selbst zum Ausdrucksmittel, wie z. B. in der als Fuge realisierten Prügelszene des dritten Akts. Als weiteres wesentliches Stilelement lässt sich die Melodik ausmachen, die durch Liedformen, melodische Dialoge anstelle von Duetten, Tanzsätze und bestimmte Effekte bei der Personencharakterisierung zu Tage tritt.
Im Vorspiel wird bereits die gesamte Handlung der Oper vorweggenommen. Es besteht aus vier Abschnitten und stellt die verschiedenen Themen vor. Im ersten Abschnitt dominiert Katherlies’chens Herzensreinheit. Es wird erst nur vom Streichquartett gespielt, aber dann sukzessive von den anderen Instrumente aufgenommen. Der zweite Abschnitt enthält vorwiegend die Themen Hütchens, die bereits gegen Ende des ersten Abschnitts fragmentarisch zu hören waren. Dieser Teil fällt durch das Col-legno-Spiel der Streichinstrumente auf, die von Holzbläsern und der Harfe begleitet werden. Das Thema Frieders erklingt zu Beginn des dritten Abschnitts im Horn. Weitere wichtige Themen folgen, wie die Tanzweise, mit der der Teufel zum Tanz gezwungen wird, oder das Thema von Frieders „Liebessehnen“. Verschiedene Motive Frieders und Hütchens rivalisieren teils heftig miteinander. Auch die Prügelszene des dritten Akts wird durch ein Fortissimo der Bratschen abgebildet. Nach einer Generalpause folgt der letzte Abschnitt des Vorspiels. Hier werden einige der Themen Frieders und Katherlies’chens wiederholt, bis sich auch das Thema Hütchens friedlich einfügt.
Ein Zitat aus Siegfried Wagners Der Bärenhäuter ist im siebten Bild des dritten Aktes zu hören: Der vom Müller für den Teufel gehaltene Sakristan wird in den Flöten von Themen des Teufels und der Hölle dieser Oper gekennzeichnet.

### Instrumentation
Die Orchesterbesetzung besteht aus den folgenden Instrumenten:
- Drei Flöten (Piccolo), zwei Oboen, zwei Klarinetten, zwei Fagotte (Kontrafagott)
- Vier Hörner, zwei Trompeten, drei Posaunen, Tuba
- Pauken, große Trommel, Triangel, Becken, Tam-Tam
- Harfe
- Streicher

### Libretto
Die Titelfigur des „Hütchen“ stammt nicht wie die meisten der anderen in der Oper zitierten Märchen aus den Kinder- und Hausmärchen der Brüder Grimm, sondern aus deren Deutschen Sagen. Darin geht es um einen Geist namens Hütchen (bzw. niedersächsisch „Hödeken“), der am Hof des Bischofs Bernhards I. von Hildesheim gelebt haben soll. Dieser sei grundsätzlich freundlich und hilfsbereit gewesen, konnte aber auch grausame Rache nehmen, wenn er beleidigt wurde. In der Oper richten sich seine Streiche meist gegen Katherlies’chen. Sie haben vorwiegend negative Folgen, helfen dem Paar aber auch manchmal. Die dadurch hervorgerufenen Situationen führen dazu, dass sich beide bewähren und erwachsen werden können. Nachdem zum Schluss Hütchen selbst die Moral des Stücks verkündet hat („Alles Leiden, / allen Schmerz / zwingt ein kindlich reines Herz!“), zeigen sich auch die vorher noch rachsüchtigen Dorfbewohner versöhnlich. Sie erkennen den höheren Sinn seiner Streiche.
Bei der groben formalen Abfolge der Szenen fällt auf, dass der erste und der dritte Aufzug jeweils eine Einheit bilden. Diese Akte spielen vollständig in Frieders Zimmer bzw. in seinem Haus. Der zweite Akt dagegen besteht aus einer Vielzahl unterschiedlicher Bilder, die auch im Libretto so bezeichnet werden und dort einen zusätzlichen Titel tragen. Diese Bilder wechseln wie in einer freien Rondoform zwischen tagsüber spielenden Waldszenen und gefährlicheren Begebenheiten ab. Am Anfang und Ende stehen der Himmel und die Hölle, während das Reich des Todes den Mittelpunkt darstellt. Die Szenen in der Mühle und im Wirtshaus sind auf der Erde angesiedelt. Die Anzahl der Szenen in den drei Akten erinnert an die deutsche Kanzonenstrophe. Dem ersten Akt mit neun Szenen als erstem Stollen folgt der zweite Akt mit neun Bildern als zweitem Stollen. Den Abgesang bildet der dritte Akt mit sechs Szenen.

### Verwendete Märchen
Folgende Märchen lassen sich im Libretto nachweisen:
- Der Frieder und das Katherlieschen (Brüder Grimm: Kinder- und Hausmärchen, Nr. 59)
- Die drei Männlein im Walde (Brüder Grimm: Kinder- und Hausmärchen, Nr. 13)
- Der Kobold (Brüder Grimm: Deutsche Sagen, Band 1, Nr. 72)
- Der arme Junge im Grab (Brüder Grimm: Kinder- und Hausmärchen, Nr. 185)
- Das singende springende Löweneckerchen (Brüder Grimm: Kinder- und Hausmärchen, Nr. 88)
- Vom klugen Schneiderlein (Brüder Grimm: Kinder- und Hausmärchen, Nr. 114)
- Der Teufel mit den drei goldenen Haaren (Brüder Grimm: Kinder- und Hausmärchen, Nr. 29)
- Der Teufel und seine Großmutter (Brüder Grimm: Kinder- und Hausmärchen, Nr. 125)
- Die sieben Raben (Brüder Grimm: Kinder- und Hausmärchen, Nr. 25)
- Die Boten des Todes (Brüder Grimm: Kinder- und Hausmärchen, Nr. 177)
- Der Gevatter Tod (Brüder Grimm: Kinder- und Hausmärchen, Nr. 44)
- Der Jude im Dorn (Brüder Grimm: Kinder- und Hausmärchen, Nr. 110)
- Der Herr Gevatter (Brüder Grimm: Kinder- und Hausmärchen, Nr. 42)
- Tischchen deck dich, Goldesel und Knüppel aus dem Sack (Brüder Grimm: Kinder- und Hausmärchen, Nr. 36)
- Das Bürle (Brüder Grimm: Kinder- und Hausmärchen, Nr. 61)
- Die drei Federn (Brüder Grimm: Kinder- und Hausmärchen, Nr. 63)
- Allerleirauh (Brüder Grimm: Kinder- und Hausmärchen, Nr. 65)
- De beiden Künigeskinner (Brüder Grimm: Kinder- und Hausmärchen, Nr. 113)
- Der Eisenofen (Brüder Grimm: Kinder- und Hausmärchen, Nr. 127)
- Der Trommler (Brüder Grimm: Kinder- und Hausmärchen, Nr. 193)
- Die wahre Braut (Brüder Grimm: Kinder- und Hausmärchen, Nr. 186)
- Rapunzel (Brüder Grimm: Kinder- und Hausmärchen, Nr. 12)
- Hinzelmann (Brüder Grimm: Deutsche Sagen, Band 1, Nr. 76)
- Die drei Wanderer
- Die zwei Brüder (Brüder Grimm: Kinder- und Hausmärchen, Nr. 60)
- Der kleine Klaus und der große Klaus (Hans Christian Andersen: Märchen)
- Hütchen (Brüder Grimm: Deutsche Sagen, Band 1, Nr. 75)
- Die Raben
- Der beherzte Flötenspieler (Ludwig Bechstein: Deutsches Märchenbuch, Nr. 30)
- Sie tanzen nach der Pfeife (Theodor Vernaleken: Kinder- und Hausmärchen dem Volke treu nacherzählt, Nr. 58)

In neueren Forschungen wurden folgende weitere Quellen identifiziert:
- Die Hexenkirchweih (Alexander Schöppner: Sagenbuch der Bayerischen Lande, Band 3, Nr. 1309)
- Der Schatz im Höllenloch (Anton Birlinger: Sagen, Märchen, Volksaberglauben. Volksthümliches aus Schwaben, Band 1, Nr. 118)
- Die Maränen (Ulrich Jahn: Volksmärchen aus Pommern und Rügen, Nr. 54)
- Geist Mützchen (Ludwig Bechstein: Deutsches Sagenbuch, Nr. 620)
- Die Mahr (Ludwig Bechstein: Deutsches Sagenbuch, Nr. 150)
- Das Mäuslein (Ludwig Bechstein: Deutsches Märchenbuch, Nr. 56)
- Der alte Zauberer und seine Kinder (Ludwig Bechstein: Deutsches Märchenbuch, Nr. 10)
- Die Zwerghütchen (Wilhelm Busch: Ut ôler welt. Märchen und Sagen, Nr. 8)
- Die drei Feldscherer (Brüder Grimm: Kinder- und Hausmärchen, Nr. 118)

Weitere Quellen stammen von Lohrengel, Hildegard von Bingen und aus Wilhelm Vollmers Vollständigem Wörterbuch der Mythologie aller Nationen.

## Geschichte
Siegfried Wagner begann im September 1914 mit der Komposition. Bereits einige Zeit zuvor hatte ein Werkkonzept mit den Grundgedanken erstellt. Der erste Akt war am 22. September (Skizze) bzw. im November 1914 (Partitur) vollendet, der zweite Akt am 10. Januar bzw. am 12. April und der dritte Akt am 11. Juni bzw. am 26. August 1915.
Die Uraufführung fand am 6. Dezember 1917 am Königlichen Hoftheater Stuttgart statt. Die Regie hatte Franz Ludwig Hörth, die musikalische Leitung Erich Band. Die Sänger waren Helene Heim (Hütchen), Erna Ellmenreich (Märchenfrau), Else Betz (Katherlies’chen), George Maeder (Frieder), Emma Scheidl-Haußer (Mutter / Wirtsfrau / Sonne), Sigrid Onégin (Trude), Helene Berden (Hexenweibchen / Stern), Felix Decken (Dorfrichter), Theodor Scheidl (Tod), Albin Swoboda Jr. (der Teufel), Johanna Schönberger (des Teufels Ellermutter), Felix Fleischer (Königssohn / Müller), Otto Helgers (Wirt), Roda von Glehn (Müllerin), Rudolf van Schaik (Sakristan) und Reinhold Fritz (Menschenfresser / Mond). Bereits hier wie auch in späteren Inszenierungen wurde die gesprochene Szene zwischen Siegfried Wagner und Jacob Grimm ausgelassen, da sie als „verfremdend“ empfunden wurde. Die Aufführung wurde ein großer Erfolg, der den Publikumszahlen nach fast an den des Bärenhäuter heranreichte.
Weitere Aufführungen gab es 1929 in Halle (Inszenierung und Ausstattung: Heinrich Kreutz, musikalische Leitung: Erich Band), 1939 in Leipzig (Inszenierung: Wolfram Humperdinck, musikalische Leitung: Gilberto Graf Gravina, Ausstattung: Wieland Wagner) und 1944 in Altenburg mit einem Gastspiel in Bayreuth (Inszenierung und Ausstattung: Wieland Wagner, musikalische Leitung: Kurt Overhoff, Choreographie: Gertrud Wagner) sowie in den 20er- und 30er-Jahren an diversen anderen deutschen Theatern.
Nach 1945 geriet das Stück zunächst in Vergessenheit. Nach einer Teilaufführung eines Ausschnitts aus dem zweiten Akt 1979 in Wiesbaden kam es erst 1996 im Theater Hagen wieder zu einer viel beachteten Produktion der gesamten Oper. Die Inszenierung stammte von Peter P. Pachl, die musikalische Leitung hatte Gerhard Markson, Bühnenbild und Kostüme stammten von Hank Irwin Kittel.
Am 18. Oktober 2015 wurde die Oper einmalig szenisch im AudiMax der Ruhr-Universität Bochum aufgeführt. Die Inszenierung stammte erneut von Peter P. Pachl, die Bühne von Robert Pflanz und die Kostüme von Christian Bruns. Die musikalische Leitung der Bochumer Symphoniker hatte Lionel Friend. Diese Inszenierung wurde im August 2019 auch im Markgräflichen Opernhaus Bayreuth gezeigt.